# Stanisław Popiołek
Stanisław Popiołek (ur. 1938, zm. 22 marca 2023) – polski urzędnik państwowy, menedżer i specjalista telekomunikacji, w latach 1993–1996 podsekretarz stanu w Ministerstwie Łączności, w latach 1998–2000 prezes zarządu Polskiego Radia.

## Życiorys
Od 1961 pracował w branży łączności i telekomunikacji, przez wiele lat zatrudniony w Biurze Studiów i Projektów Łączności w Warszawie. Od 1985 do 1988 pozostawał urzędnikiem Ministerstwa Łączności, potem zajmował stanowisko zastępcy dyrektora generalnego przedsiębiorstwa Polska Poczta, Telegraf i Telefon. Uczestniczył w kongresach i posiedzeniach Światowego Związku Pocztowego, działał też jako ekspert ONZ ds. telekomunikacji i poczty.
Związał się politycznie z ludowcami. Od 1991 do 1993 pełnił funkcję dyrektora generalnego w Ministerstwie Łączności, następnie od 1993 do 1996 – podsekretarza stanu w tym resorcie. Jednocześnie w latach 1992–1996 pozostawał pełnomocnikiem rządu ds. telekomunikacji na wsi. Zasiadał w radach nadzorczych różnych spółek, m.in. Metronexu. Od 1996 pozostawał wiceprezesem Telekomunikacji Polskiej, następnie w latach 1998–2000 kierował Polskim Radiem. Od 2002 był szefem Rady Usług Pocztowych i doradcą prezesa Urzędu Regulacji Telekomunikacji i Poczty, następnie od 2005 wiceprezesem URTiP ds. poczty.
W 1999 otrzymał Krzyż Oficerski Orderu Odrodzenia Polski.